# ستيفانو لاييني
ستيفانو لاييني (بالإيطالية: Stefano Layeni)‏ (10 مارس 1982 في إيطاليا - ) هو لاعب كرة قدم إيطالي في مركز حراسة المرمى. لعب مع نادي بينيفينتو ونادي فينيزيا ونادي كومو ونادي مونتيكياري ونادي براتو وUC AlbinoLeffe ‏ وسسارة توريس ‏.

## وصلات خارجية
- ستيفانو لاييني على موقع قاعدة بيانات كرة القدم.إي يو (الإنجليزية)
- ستيفانو لاييني على موقع Soccerway.com (الإنجليزية)